# Кандомбле

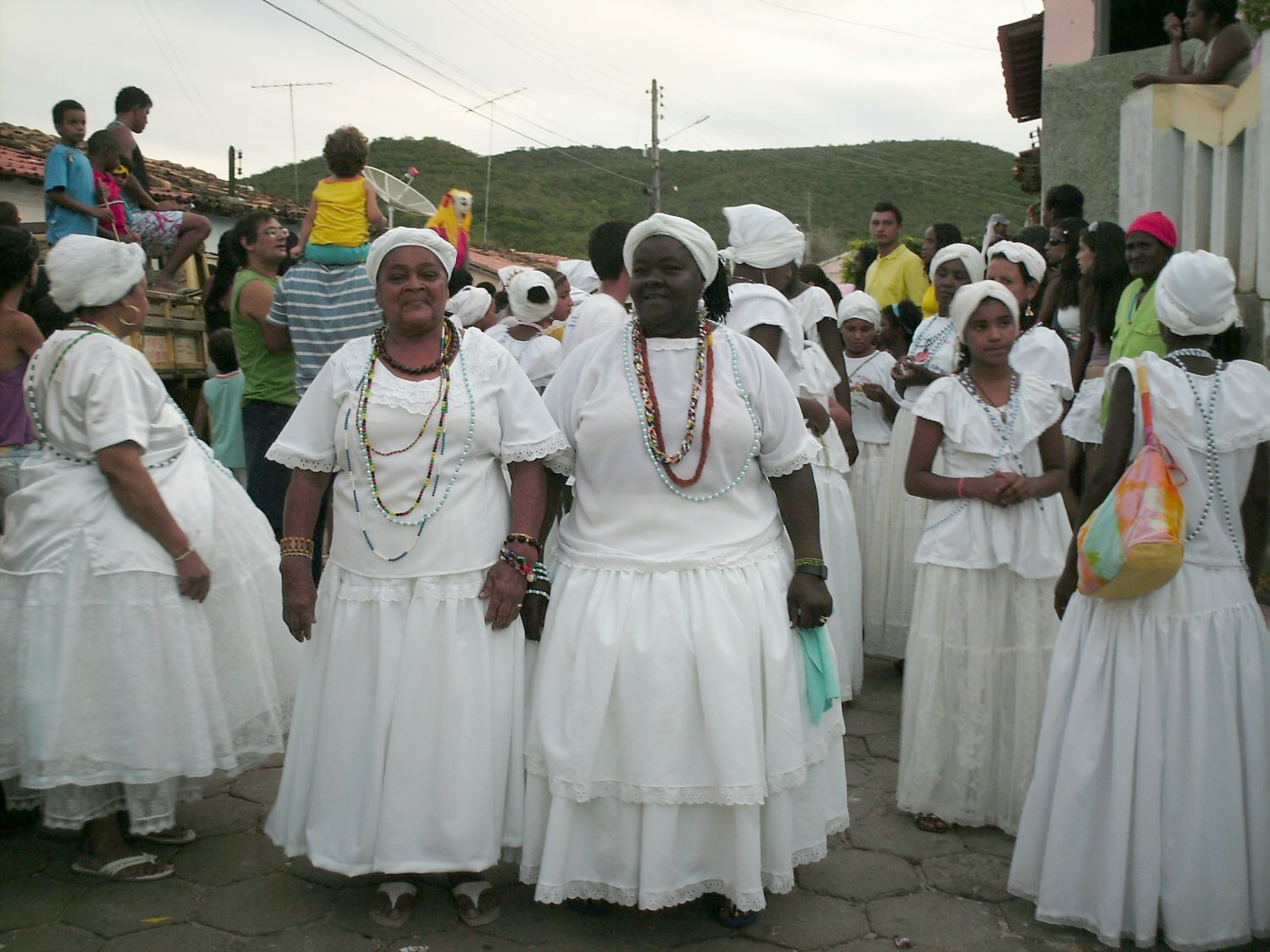
Віруючі в Баїя

Кандомбле (порт. Candomblé; [kɐdõblɛ]) — афро-бразильська релігія, в основі якої лежить поклоніння духам Оріша, пов'язаним зі стихіями, різними родами людської діяльності і духовними аспектами буття.

## Історія
Зародилася в містах Салвадор і Кашуейра, коли вони були великими центрами работоргівлі. Розвивалася поневоленими африканськими жерцями, привезеними разом з їх мовою, культурою і традиціями, між 1549 і 1888 роками. Найбільш поширена в Бразилії, особливо в регіонах з великим числом темношкірого населення (зокрема, штат Баїя), однак послідовники цієї релігії є і в інших американських країнах, включаючи Аргентину, Уругвай, Колумбію, і навіть у Європі, в Португалії, Іспанії, Німеччинні і т. д. Налічує близько 2 мільйонів послідовників.

## Опис
Кандомбле була створена в Бразилії чорношкірими рабами, вивезеними з Африки, і заснована на наступних африканських віруваннях:
- віра Оріша народу йоруба;
- віра вуду народів еве і фон ;
- віра нкісі племені банту.

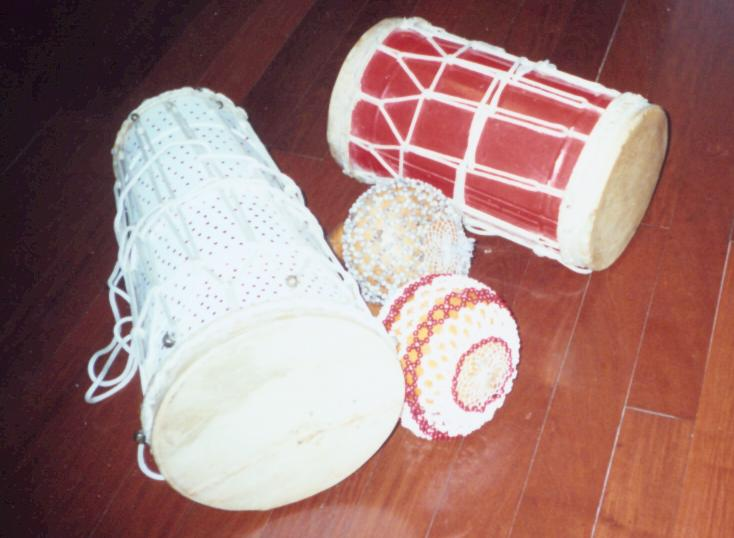
Атабаке

До середини XX століття релігія перебувала під забороною бразильської влади.
Основною церемонією в кандомбле є ритуальний танець під акомпанемент національних інструментів: атабаке і кашіші. Коли від численного повторення одних і тих же рухів танцюючий впадає в транс, вважається, що в нього вселився один з богів Оріша. Послідовники кандомбле вірять, що таким чином можна поспілкуватися з богом і очистити душу.
Обряди відбуваються в «террейро». Ці будівлі традиційно не мають видимих відмінностей, з огляду на те, що в минулому послідовники кандомбле не могли збиратися відкрито.